# Produção desejante
A produção desejante (em francês:  production désirante) é um conceito desenvolvido pelos filósofos franceses Gilles Deleuze e Félix Guattari no livro L'anti-Œdipe, de 1972. Deleuze e Guattari entendem o desejo como um processo de produção exercido pelos indivíduos, que são máquinas desejantes.

## Visão geral
Deleuze e Guattari criticam a concepção freudiana do inconsciente, considerando-a idealista por ser uma espécie de teatro representacional que concebe o desejo como falta. No lugar desta, eles adotam um modelo produtivo de fábrica: o desejo não é uma força imaginária baseada na falta de objeto, mas uma força produtiva real. Na esquizoanálise, o desejo é concebido pelas máquinas desejantes – ele  é potência revolucionária que deve exceder as máquinas coercivas, e consideram que o inconsciente nada diz: apenas produz máquinas. As máquinas desejantes são as conexões maquínicas do desejo que funcionam como uma síntese disjuntiva que, por sua vez, está acoplada a um "circuito" mais amplo composto por várias outras máquinas. Do mesmo modo, a máquina desejante também produz cortes-fluxos de desejo a partir de si mesma, num processo de enfrentamento à castração.
O inconsciente nada diz, ele maquina. Não é expressivo ou representativo, mas produtivo. Um símbolo é unicamente uma máquina social que funciona como máquina desejante, uma máquina desejante que funciona na máquina social, um investimento da máquina social pelo desejo.— Gilles Deleuze e Felix Guattari, O anti-Édipo, p. 239
Deleuze e Guattari conceituam um universo de multiplicidades moleculares composto por máquinas desejantes, que estão todas conectadas umas às outras: "Não há máquinas desejantes que existam fora das máquinas sociais que elas formam em grande escala; e também não há máquinas sociais sem as desejantes que as povoam em pequena escala."
A ideia de produção desejante foi elaborada com base no conceito de vontade de poder, de Friedrich Nietzsche. Em ambos os conceitos existe uma força prazerosa de apropriação conectiva daquilo que está fora do sujeito, e que incorpora nela mesma aquilo que lhe é diferente – e esse é o processo essencial da vida. Da mesma forma, uma espécie de força reversa de "esquecimento" em Nietzsche, e no corpo sem órgãos de Deleuze e Guattari, nega tanto a vontade de poder como também a produção desejante, tentando construir um tipo ideal de sujeito que foi – e deixou-se ser – edipianizado pela psicanálise que serve à axiomática uniformizadora da ordem capitalista.
Mencionando Melanie Klein, Deleuze e Guattari definem a castração freudiana como a ideologia da falta, enquanto na esquizoanálise o desejo é concebido como potência revolucionária: "Os movimentos de libertação das mulheres tem razão em dizer: vão à merda, nós não somos castradas".

É que o desejo nunca é enganado. O interesse pode ser enganado, desconhecido ou traído, mas não o desejo. Daí o grito de Reich: não, as massas não foram enganadas, elas desejaram o fascismo, e é isso que é preciso explicar... Acontece desejar-se contra seu interesse: o capitalismo se aproveita disso, mas também o socialismo, o partido e a direção do partido.— O anti-Édipo, p. 341

## Na teoria queer
Publicado no mesmo ano que L'anti-Œdipe, o livro Homosexual desire do filósofo francês Guy Hocquenghem, aplica o conceito de produção desejante ao campo da teoria queer.